# Oh Land of Beauty!
Oh Land of Beauty! é o hino nacional de São Cristóvão e Neves. Foi escrito e composto Kenrick Georges, adotado como oficial pelo país em 1983.

## Letra
| Oh Land of Beauty! Our country where peace abounds, Thy children stand free On the strength of will and love. With God in all our struggles, St. Kitts and Nevis be A nation bound together, With a common destiny. | Ó Terra de Belezas! Nosso país onde reina a Paz, Tuas crianças sejam livres Na força de vontade e no amor Com Deus em todos os nossos esforços São Cristóvão e Neves seja Uma nação unida Com um destino comum.                                  |
| As stalwarts we stand For justice and liberty. With wisdom and truth We will serve and honour thee. No sword nor spear can conquer For God will sure defend. His blessings shall forever To posterity extend.       | Quão fiéis estamos nós Pela justiça e liberdade Com sabedoria e verdade Nós te serviremos e honraremos. Nem a espada nem a lança podem conquistar Pois Deus estará seguramente defenderá Suas bênçãos para sempre Para a posteridade se estendam |